# جوزيف إدوارد لاك
جوزيف إدوارد لاك (بالإنجليزية: Joseph Edward Lake)‏ هو دبلوماسي نيجيري، ولد في 18 أكتوبر 1941 في جاكسونفيل في الولايات المتحدة.